# Nothofagus cunninghamii
Espèce
Synonymes
- Lophozonia cunninghamii (Hook.) Heenan & Smissen, 2013[1]
- Fagus cunninghamii Hook., 1840[1]

Nothofagus cunninghamii, en français Hêtre austral de Tasmanie ou Myrte arborescent, est une espèce d'arbre originaire du Sud-Est de l'Australie et de Tasmanie. L'espèce pousse principalement en forêt tempérée et en forêt tropicale humide. Malgré son nom de « Myrte arborescent », l'espèce n'a rien à voir avec la famille des Myrtaceae, mais elle est toutefois apparentée au hêtre, bien qu'assez éloigné (même ordre, celui des Fagales).

## Description
Le Nothofagus cunninghamii peut mesurer jusqu'à 55 mètres de haut et former un tronc épais à écorce brun sombre tacheté.
Les feuilles persistantes, dentées et triangulaires sont simples, alternes et ne dépassent pas 1 cm de long, ce qui en fait un excellent candidat pour une formation en bonsaï. La couleur des feuilles est vert sombre mais les nouvelles pousses de printemps sont rouge brillant, voire rose ou orange.
Les fleurs jaune-vert sont insignifiantes. Le fruit mesure environ 6 mm, c'est une capsule contenant trois petites akènes ailées.

## Utilisation
Nothofagus cunninghamii est une excellente espèce pour l'ébénisterie. C'est un bois dur à grain fin (densité 750-880 kg/m²) de couleur rosé brillant après polissage utilisé pour faire du parquet, des charpentes ou des meubles. Il est récolté en forêt mais la majorité des Nothofagus est abandonnée car elle est décimée en même temps que l'Eucalyptus regnans.

## Culture
N. cunninghamii est une espèce assez robuste, nécessitant environ 900 mm de pluie par an. Ses terres de prédilection sont les montagnes rouges de Victoria, ou les sols acides à forte teneur organique. Il peut pousser à l'ombre mais poussera plus lentement qu'en plein soleil avec beaucoup d'eau. On peut facilement le produire à partir de graines fraîches qui germent en quelques semaines. Les boutures sont possibles mais se développent moins bien que les semis. L'espèce peut survivre à des températures allant de 45 °C jusqu'à -7 °C.[réf. obsolète]
N. cunninghamii et N. moorei sont d'excellents hôtes pour les plantes  épiphytes.

## Maladie
Un champignon parasite, Chalara australis, attaque l'arbre quand des spores amenées par le vent tombent sur des blessures ouvertes. Depuis quelques années, ce problème a pris de l'ampleur devant le peu de moyens disponibles pour arrêter la maladie.
Les forêts ne peuvent pas survivre aux grands feux de forêts et doivent se régénérer à partir du voisinage. Elles peuvent cependant survivre aux petits feux soit par leurs graines, soit par leurs bourgeons épicormiques. Généralement les forêts de Nothofagus se forment en une seule fois dans les sclérophylles humides et nécessitent des centaines d'années pour arriver à maturité.